# Стивън Нзонзи
Стивън Нзонзи (на френски: Steven Nzonzi) е френски футболист, полузащитник, който играе за Стоук Сити.

## Кариера

### Амиен
След участието си в Шампионат национал през първите си две години в Амиен, Нзонзи дебютира професионално на 24 ноември 2007 г. в мач за Купата на Франция срещу аматьорския АС Райзме, като се появява като резерва в 74-та минута, а Амиен печели мача със 7:0. Нзонзи е титуляр за първи път на 15 април 2008 г., като играе 90 минути при загубата с 0:1 от Бастия. След сезона, той подписва първия си професионален договор и официално е представен в първия отбор.
Нзонзи получава ролята на дефанзивен халф за сезон 2008/09 и играе в общо 36 мача. Той също така вкарва първия си професионален гол в поражението с 1:2 от Страсбург на 8 май 2009 г. Поражението от Страсбург дава начало на серия без победа за Амиен в последните им четири мача, а отбора изпада в Шампионат национал, третата дивизия на Франция. Въпреки изпадането, Нзонзи е аплодиран за неговата игра и е свързван с трансфер в английската Висша лига, като Блекбърн Роувърс и Портсмут показват сериозен интерес към младия французин, който мнозина смятат като следващия Патрик Виейра.

### Блекбърн Роувърс
На 28 юни 2009 г. е съобщено, че Блекбърн Роувърс е постигнал споразумение с Амиен за трансфера на Нзонзи. Този ход е завършен на 30 юни, като са платени 650 000 британски лири, а договора е за 4 години.
На 15 август 2009 г. Нзонзи дебютира за Блекбърн при загубата с 0:2 от Манчестър Сити и след дебюта си, се оказва много важна част от плановете на треньора Сам Алардайс. Той вкарва първия си гол за Роувърс на 4 октомври 2009 г. срещу Арсенал (Лондон) при поражението с 2:6. След като вкарва първия си гол, Нзонзи признава, че е бил изненадан колко бързо се е наложил в отбора, но е решен да запази мястото си в стартовите XI. Вторият му гол за клуба е удар от 30 метра срещу Евертън на 17 април 2010 г. На 3 май 2010 г. е обявен за играч на годината на Блекбърн за сезон 2009/10, избран от феновете.
През август 2010 г. Нзонзи подписва нов договор, който продължава до лятото на 2015 г. Президента на Роувърс Джон Уилямс заявява: „Ние сме щастливи да си осигурим Стивън в дългосрочен план."
На 24 март 2012 г. Нзонзи вкарва втория си гол от сезон 2011/12 в загубата с 1:2 срещу Болтън Уондърърс. В края на сезона, Блекбърн изпада в Чемпиъншип за първи път от 11 сезона и Нзонзи казва на треньора Стив Кийн, че иска да напусне.

### Стоук Сити
На 31 август 2012 г. Нзонзи се присъединява към Стоук Сити срещу 3 милиона паунда. Той прави дебюта си за Стоук в равенството 1:1 у дома с Манчестър Сити на 15 септември 2012 г. Впечатлен от старта на Нзонзи, треньорът на Стоук, Тони Пулис вярва, че един ден ще играе в Шампионската лига. Нзонзи е изгонен с червен картон за нарушение срещу Марк Корк от Саутхямптън на 29 декември 2012 г. Въпреки това не е установен контакт с Корк и Пулис решава да обжалва решението на Марк Клатенбург. Червеният му картон по-късно е отменен от ФА. Той завършва сезон 2012/13 с 38 мача за клуба, но след като кампанията приключва, разкрива, че е недоволен от клуба и подава молба за трансфер. Искането му е отхвърлено от клуба.
Той изиграва 40 мача за Стоук през сезон 2013/14, когато отборът завършва на 9-о място и заявява, че е щастлив да играе за Стоук на Марк Хюз. Въпреки това, той подава молба за трансфер за втори път. През летния трансферен прозорец не се осъществява, въпреки това Нзонзи настоява, че е щастлив да продължи да играе за Стоук.
Нзонзи отново е титуляр през сезон 2014/15, играейки 42 пъти, докато Стоук завършва на 9-о място за втора поредна кампания. Той също така отбелязва най-доброто си представяне с четири гола, които са срещу Саутхемптън, Манчестър Юнайтед, Тотнъм Хотспър и Ливърпул в последния ден от сезона. През юни 2015 г., когато Нзонзи е в последната си година по договора си, мениджърът Марк Хюз се опитва да го убеди да се съгласи да подпише нов договор. Усилията му обаче са неуспешни и клубът „неохотно“ приема 7 милиона паунда от Севиля. Общо Нзонзи прекарва три сезона в Стоук, като има 120 мача със 7 гола.

### Севиля
На 9 юли 2015 г. Нзонзи подписва със Севиля за 4 години, който включва клауза за обратно откупуване на стойност 30 милиона евро. На 22 август той е изгонен в дебюта си при нулевото равенство с Малага.
Нзонзи първоначално се затруднява със стила на игра, базиран на запазването на топката и техническите способности, но влиза в период на добра форма през втората половина на сезона, като кулминацията на Севиля е спечелването на финала на Лига Европа в Базел.
На 23 октомври 2016 г. победният му гол в домакинската победа над Атлетико Мадрид класира отбора на върха в Ла лига. Той е избран за играч на месеца за януари 2017 г.

### Рома
На 14 август 2018 г. Нзонзи подписва с Рома за 26,65 милиона евро, плюс клаузи, свързани с изявите му, които могат да струват допълнителни 4 милиона евро. Той подписва 4-годишен договор. Дебютира 13 дни по-късно при 3:3 с Аталанта у дома, като сменя на полувремето Браян Кристанте. На 6 октомври, той вкарва първия си гол за „джалоросите“, с глава при победата с 2:0 над Емполи.

## Национален отбор
На 2 ноември 2017 г., Нзонзи за първи път е повикан във френския национален отбор, за приятелските мачове срещу Германия и Уелс. Дебютира срещу Уелс с победа 2:0 на Стад дьо Франс на 10 ноември, като резерва на полувремето на мястото на Корентин Толисо.
Нзонзи е част от отбора на Франция, който печели Световното първенство по футбол 2018 в Русия. На финала той заменя Н'Голо Канте след 55 минути при победата с 4:2 над Хърватия на стадион Лужники.

## Отличия

### Отборни
Севиля
- Лига Европа: 2015/16

### Международни
Франция
- Световно първенство по футбол: 2018[37]

### Индивидуални
- Отбор на сезона в Лига Европа: 2015/16[38]

### Други
- Орден на почетния легион: 2018